# Katenoid

Katenoid

A katenoid egy felület a 3 dimenziós euklideszi térben, ami a láncgörbének a saját vezéregyenese körüli elforgatásával jön létre. A síkot nem számítva, ez az elsőként felfedezett minimálfelület. Minimálfelület voltát Leonhard Euler állapította meg és igazolta 1744-ben. Jean Baptiste Meusnier publikációja ugyancsak az e témával foglalkozó korai munkák közé tartozik. Csak két minimál-forgásfelület (forgásfelület, ami egyben minimálfelület is) létezik: a sík és a katenoid.
A katenoid a klasszikus Descartes-féle koordináta-rendszerben az alábbi paraméteres egyenletekkel definiálható:
{\displaystyle x=c\cosh {\frac {v}{c}}\cos u}
{\displaystyle y=c\cosh {\frac {v}{c}}\sin u}
{\displaystyle z=v}
ahol u és v valós paraméterek, c egy nem nulla értékű valós állandó.
Hengerkoordináta-rendszerben:
{\displaystyle \rho =c\cosh {\frac {z}{c}}}
ahol c egy valós állandó.
A katenoid fizikai modellje létrehozható úgy, hogy két kör alakú drótot szorosan egymás mellett szappanos oldatba mártunk, majd onnan kiemelve lassan távolítani kezdjük egymástól őket.

## Csavarfelület transzformációjaként

Egy animáció ami egy csavarfelület transzformációját mutatja be katenoiddá.

Mivel mind a katenoid, mind pedig a csavarfelület elemei az úgynevezett Bonnet családnak, így egy katenoid „hajlítással” átvihető egy rész-csavarfelületbe, nyújtás nélkül. Vagyis létezik olyan (majdnem) folytonos és egybevágósági transzformációja bármely kateonidnak egy rész-csavarfelületre, amelynek deformációs családjának bármely eleme minimálfelület (vagyis az átlagos görbülete zérus). Egy ilyen leképezés egy lehetséges paraméterezése a következő:
{\displaystyle x(u,v)=\cos \theta \,\sinh v\,\sin u+\sin \theta \,\cosh v\,\cos u}
{\displaystyle y(u,v)=-\cos \theta \,\sinh v\,\cos u+\sin \theta \,\cosh v\,\sin u}
{\displaystyle z(u,v)=u\cos \theta +v\sin \theta \,}
bármely {\displaystyle (u,v)\in (-\pi ,\pi ]\times (-\infty ,\infty )}-re, a deformációs paraméter {\displaystyle -\pi <\theta \leq \pi },
ahol
{\displaystyle \theta =\pi } egy jobbcsavaros csavarfelületnek felel meg,
{\displaystyle \theta =\pm \pi /2} a kateonidnak felel meg,
{\displaystyle \theta =0} pedig egy balcsavaros csavarfelületnek felel meg.

## Fordítás
- Ez a szócikk részben vagy egészben  a   Catenoid című angol Wikipédia-szócikk ezen változatának fordításán alapul.  Az eredeti cikk szerkesztőit annak laptörténete sorolja fel. Ez a jelzés csupán a megfogalmazás eredetét és a szerzői jogokat jelzi, nem szolgál a cikkben szereplő információk forrásmegjelöléseként.

## Külső hivatkozások
- Hazewinkel, Michiel, ed. (2001), "Catenoid", Encyclopedia of Mathematics, Springer, ISBN 978-1-55608-010-4 (angolul)
- "Caténoïde" at Encyclopédie des Formes Mathématiques Remarquables (franciául)
- Animated 3D WebGL model of a catenoid (angolul)